# Čepić-mező
A Čepić-mező (horvátul: Čepićko polje, olaszul: Lago d'Arsa) egy karsztmező Horvátországban, az Isztriai-félsziget keleti részén, Isztria megyében. 

## Fekvése
Az Isztria keleti részén, az Učka-hegység nyugati és délnyugati lejtői alatt (a 833 méteres Sisol-csúcstól nyugatra), 24 méteres tengerszint feletti magasságban helyezkedik el. Tőle délre található Kršan városa, keleten Kožljak várának romjai, míg nyugaton és északon a Szent Mária pálos kolostor, valamint Čepić, Kostrčani, Jesenovik, Nova Vas és Šušnjevica falvak találhatók, amelyeket többnyire isztrorománok laknak.

## Története
A Čepić-mező helyén egykor tó vize hullámzott. A tó területe a Boljunčica-folyó csapadékától és vízellátásától függően 5,4 és 8,6 km2 között volt. Szélessége legfeljebb 2,5 km, míg hossza közel 4 km volt. A tó mélysége 1 és 2,5 méter között volt. A tavat nád és sás borította, halakban (angolna, ponty, fejes domolykó) és madarakban (vadkacsa, fehér gólya, hattyú) gazdag volt. Ugyanakkor a maláriás szúnyogokról és az áradásokról is ismert volt.

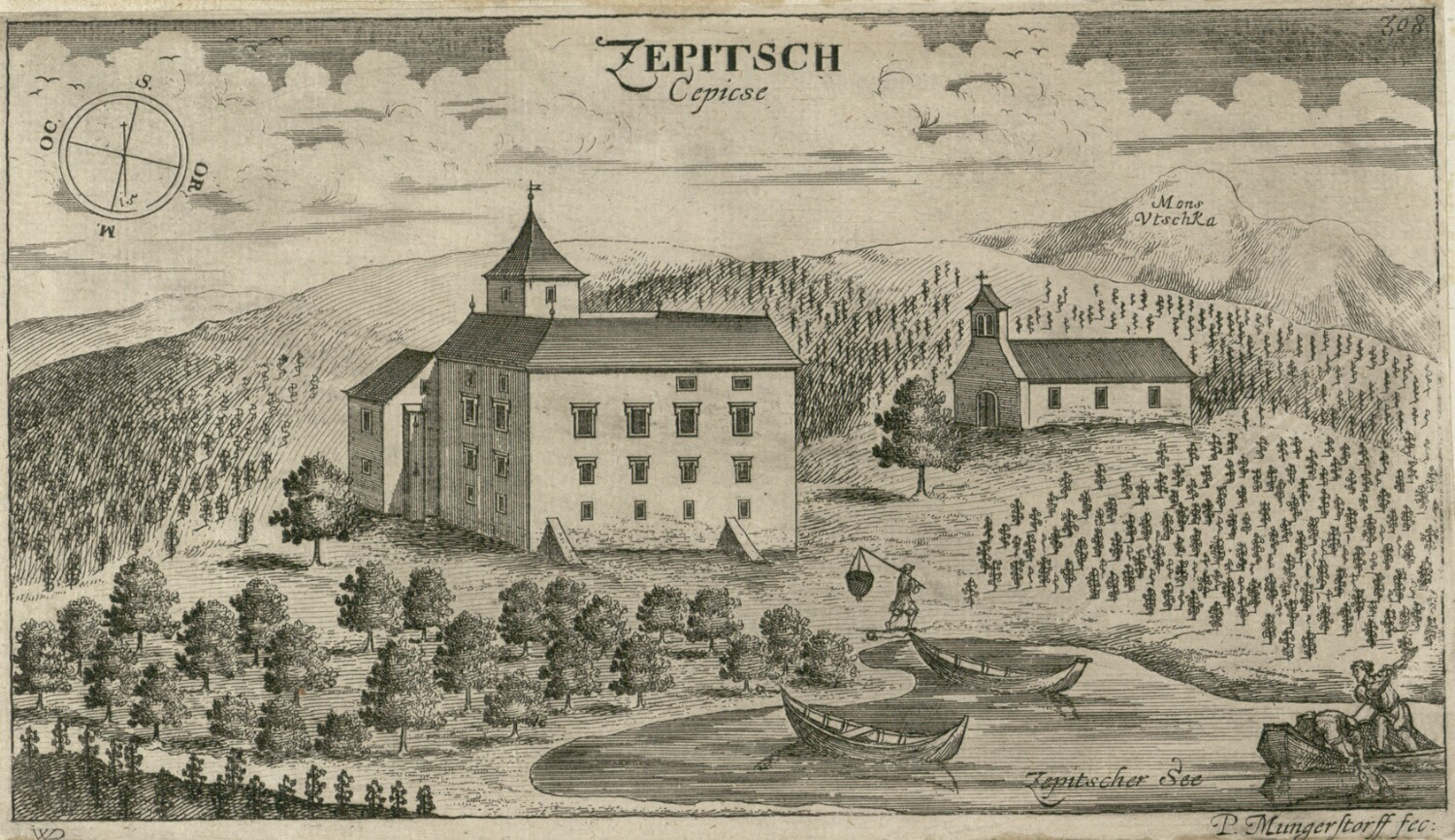
A Čepić-tó (az előtérben) Valvasor metszetén 1679-ben

A tavat a régi topográfiai térképeken is ábrázolták, melyek közül a legrégebbiek 1525 és 1563 között készültek. 1679-ben Valvasor metszetén „Zhepizer See” néven, később „Sisol” néven, 1753-ban pedig „Gessaro” néven találjuk. Az első dokumentumok a tó vízelvezetéséről a 18. század végéről, osztrák és velencei forrásokból valók. 1898-ban az osztrák fennhatóság alatt kidolgoztak egy tervet, amely a tó felületét a felére, 300 hektárra csökkentette volna. A tervet 1899-ben az isztriai parlament elfogadta, és a munka 1902-ben el is kezdődött, de anyagi támogatás hiányában 1908-ban leállították. Az Isztria 1918-ban Olaszország fennhatósága alá került, majd 1920-ban Consorzio di Bonifica del Sistema dell 'Arsa néven konzorciumot hoztak létre a Raša-folyó szabályozására. Ennek munkái 1928-ban kezdődtek el.

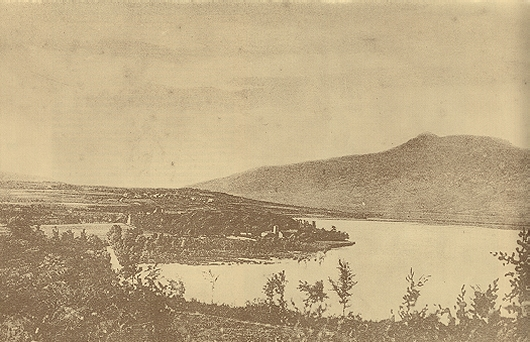
A Čepić-tó a 20. század elején

A csatorna, amely a tó déli pontjától a Plomini-öbölig vezetett 4560 méter hosszú volt. Évente 96–262 munkás építette, és 1932 októberében négy év után elkészült. A gátat ugyanebben az évben december 11-én nyitották meg, és a víz 26 perc alatt elérte az öblöt. 1933 januárjára a tó vizét, összesen mintegy 20 millió köbmétert, szinte teljesen elvezetették. Néhány hónappal a víz lefolyása után területén megépült az első út. A mező mentén régen elhagyatott isztroromán falvak voltak, amelyek közül néhány ma is létezik. A mai lakosok a mezőn búzát termelnek, melyet gyakran áradások sújtanak.

## Fordítás
Ez a szócikk részben vagy egészben  a(z)   Čepićko polje című horvát Wikipédia-szócikk ezen változatának fordításán alapul.  Az eredeti cikk szerkesztőit annak laptörténete sorolja fel. Ez a jelzés csupán a megfogalmazás eredetét és a szerzői jogokat jelzi, nem szolgál a cikkben szereplő információk forrásmegjelöléseként.

Ez a szócikk részben vagy egészben  a   Lake Čepić című angol Wikipédia-szócikk ezen változatának fordításán alapul.  Az eredeti cikk szerkesztőit annak laptörténete sorolja fel. Ez a jelzés csupán a megfogalmazás eredetét és a szerzői jogokat jelzi, nem szolgál a cikkben szereplő információk forrásmegjelöléseként.